# José Vázquez (ganadería)
La ganadería de José Vázquez (oficialmente denominada D. José Vázquez Fernández (antes Aleas)) es una ganadería española de reses bravas, fundada en el año 1783 por Manuel Aleas López con reses de casta Jijona. Desde principios del siglo xx hasta finales de este estuvo formada con reses de Santa Coloma en la línea de Graciliano Pérez-Tabernero, cuando José Vázquez Fernández le añade reses de Domecq procedentes de Zalduendo y ya en 2003 elimina todo el ganado santacolomeño, quedando la ganadería únicamente con reses Domecq. Pasta actualmente en las fincas “Navalahuesa-El Tomillar”, “Balcón de Madrid” y “Cerca La Casa”, sitas en la localidad madrileña de Colmenar Viejo; está inscrita en la Unión de Criadores de Toros de Lidia.
El hierro de la ganadería es el mismo que usaba Manuel Aleas López cuando la fundó en 1783. Tiene la forma del número 9, en referencia a las nueve colmenas presentes en el entonces escudo de Colmenar Viejo, donde comenzó y sigue pastando la ganadería.

## Origen Jijona
En torno al año 1783, el ganadero colmenareño Manuel Aleas López cruzó reses de la Tierra que pastaban por los Montes de Toledo con otras de casta Jijona de Vicente Perdiguero, ganadero de Alcobendas pero que tenía ganado procedente de la familia Jijón de Villarrubia de los Ojos, logrando en poco tiempo unos toros reconocidos por crítica y diestros, colorados encendidos como tónica general, muy cornalones y difíciles para la lidia.
En 1815 le sucedió su hijo Manuel Aleas Fernández, que durante su vida va efectuando cruces en 1818 con Gaviria y Muñoz Pereiro (Casta Jijona), aumentando el prestigio de la ganadería. Tras su muerte, la ganadería es heredada por su sobrina Josefa Gómez. Su marido Manuel García Puente y López fue el representante y titular de la ganadería hasta su muerte en 1903, cuando es sucedido por sus nietos Manuel y José, conocidos como los Hnos. García Aleas. Durante once años los hermanos García-Aleas dirigirán conjuntamente la ganadería, hasta que en 1914 deciden separarse y tomar caminos distintos. La parte de José fue vendida tras su muerte al ganadero salmantino Amador Santos, y que tras diversos cambios es la actual ganadería de María Loreto Charro Santos.

## Historia de la ganadería
Tras separarse de su hermano en 1914, Manuel García-Aleas empezó a basar su ganadería en reses de Encaste Santa Coloma para amansar las embestidas, reducir las elevadas cornamentas y disminuir el tamaño de sus reses jijonas. Primero compró en 1917 reses al conde de Santa Coloma y después fundamentalmente a Graciliano Pérez-Tabernero. Poco a poco el ganado santacolomeño empieza a ser dominante en detrimento del anterior ganado jijonense. Manuel García-Aleas murió en 1950 y le heredó su hijo Manuel García-Aleas Carrasco, que persistió en añadir más reses santacolomeñas procedentes de José Escobar en 1951 y Hdros. de Graciliano Pérez-Tabernero en 1954 y más adelante, en 1977, de Hdros. de Gabriel Hernández Plá (Santa Coloma-Buendía), con lo que el ganado Jijona que pudo quedar sería testimonial.
En 1983, Manuel vendió la ganadería al ganadero gallego José Vázquez Fernández, lidiando con su propio nombre pero poniendo entre paréntesis “(antes Aleas)”. En principio persevera con lo Santa Coloma-Buendía comprando reses de Hernández Plá y en 1987 de Manuel Martínez Flamarique (Chopera), pero en 1993 adquiere un lote de 30 vacas y dos sementales de Zalduendo que lleva por separado, hasta que en 2003 elimina todo el ganado de Santa Coloma, conformando así la ganadería de D. JOSÉ VÁZQUEZ FERNÁNDEZ, con reses de Encaste Domecq procedentes de Zalduendo.

### Toros célebres
| Nombre    | Número | Capa              | Peso   | Fecha de lidia | Plaza de toros | Torero                | Observaciones   | Ref.                        |
| --------- | ------ | ----------------- | ------ | -------------- | -------------- | --------------------- | --------------- | --------------------------- |
| Carcelero | 21     | Negro             | 544 kg | 21-08-2011     | Cuenca         | Daniel Luque          | Indultado       | [ 16 ] [ 17 ] [ 18 ]        |
| Fusilero  | 98     | Castaño chorreado | 485 kg | 11-03-2016     | Illescas       | José María Manzanares | Indultado       | [ 19 ] [ 20 ] [ 21 ]        |
| Escarcha  | 62     | Negro             | 459 kg | 21-08-2016     | Cuenca         | Miguel Ángel Perera   | Indultado       | [ 22 ] [ 23 ] [ 24 ] [ 25 ] |
| Abotinado | 88     | Negro             | 507 kg | 16-09-2016     | Guadalajara    | Miguel Ángel Perera   | Vuelta al ruedo | [ 26 ] [ 27 ] [ 28 ]        |
| Anochecer | 103    | Negro             | 544 kg | 26-08-2017     | Cuenca         | Sebastián Castella    | Vuelta al ruedo | [ 29 ] [ 30 ]               |
| Aguamiel  | 65     | Negro             | 563 kg | 20-08-2018     | Cuenca         | El Juli               | Indultado       | [ 31 ] [ 32 ] [ 33 ] [ 34 ] |

## Características
La ganadería está formada con toros y vacas de Encaste Juan Pedro Domecq procedentes de Zalduendo en la línea de Jandilla. Atienden en sus características zootécnicas a las que recoge como propias de este encaste el Ministerio del Interior:
- Toros elipométricos y eumétricos, más bien brevilíneos con perfiles rectos o subconvexos, con una línea dorso-lumbar recta o ligeramente ensillada; y la grupa, con frecuencia, angulosa y poco desarrollada y las extremidades cortas, sobre todo las manos, de radios óseos finos.
- Bajos de agujas, finos de piel y de proporciones armónicas, bien encornados, con desarrollo medio, y astifinos, pudiendo presentar encornaduras en gancho. El cuello es largo y descolgado, el morrillo bien desarrollado y la papada tiene un grado de desarrollo discreto.[36][37]
- Sus pintas son negras, coloradas, castañas, tostadas y, ocasionalmente, jaboneras y ensabanadas, estas últimas por influencia de la casta Vazqueña. Entre los accidentales destaca la presencia del listón, chorreado, jirón, salpicado, burraco, gargantillo, ojo de perdiz, bociblanco y albardado, entre otros.

## Premios y reconocimientos
- 2012: Premio al mejor novillo de la Feria de novilladas de Collado Mediano.[38]
- 2013: Premio ‘Taurino del año 2012’, otorgado por la peña taurina de Yecla, por su trayectoria durante el año 2012.[39]